# BMW M42
| M42                            | M42                                  |
| ------------------------------ | ------------------------------------ |
|                                |                                      |
| Виробник:                      | BMW                                  |
| Марка:                         | M42                                  |
| Тип:                           | L4                                   |
| Робочий об'єм:                 | 1.8 л (1,796 куб.см) см3             |
| Максимальна потужність:        | 134–138 к.с. к.с. (100–103 кВт кВт ) |
| Максимальний обертовий момент: | 172–175 Н⋅м (127–129 фунт⋅фут) Н·м   |
| Конфігурація:                  | L                                    |
| Циліндрів:                     | 4                                    |
| Клапанів:                      | 16                                   |
| Хід поршня:                    | 81 мм (3.19 дюйма) мм                |
| Діаметр циліндра:              | 84 мм (3.31 дюйма) мм                |
| Ступінь стиску:                | 10.0:1                               |
| Система живлення:              | Пряме впорскування                   |
| Охолодження:                   | рідинне охолодження                  |
| Газорозподільний механізм:     | DOHC                                 |
| Матеріал блоку циліндрів:      | Чавун                                |
| Матеріал ГБЦ:                  | Алюміній                             |
| Тактність (число тактів):      | 4                                    |
| Рекомендоване паливо:          | Бензин                               |

BMW M42 — рядний чотирициліндровий бензиновий двигун DOHC, який випускався з 1989 по 1996 рік. Перший масовий двигун BMW DOHC, який випускався разом із чотирициліндровим двигуном BMW M40 SOHC як двигун з вищою продуктивністю.
На зміну M42 прийшов BMW M44, який був представлений у 1996 році.
У порівнянні з M40, M42 має газорозподільний механізм з двома розподільними валами DOHC, ланцюг ГРМ, гідравлічні підйомники клапанів і підвищений ступінь стиснення 10,0:1. Пізні версії M42 також оснащені впускним колектором подвійної довжини («DISA»).
M42 був використаний як основа для гоночного двигуна S42, який оснащував BMW 320i в Кубку Німеччини Super Tourenwagen.

## Дизайн
Дотримуючись типових будівельних технологій BMW того часу, двигун включав чавунний блок і алюмінієву головку. Засоби для зменшення ваги включають алюмінієві корпуси ланцюга, масляний картер, кронштейни для кріплення двигуна, кріплення аксесуарів і корпус масляного фільтра в стилі картриджа. Інші особливості включали кований сталевий колінчастий вал і трубчастий випускний колектор з нержавіючої сталі замість більш типових чавунних елементів. BMW також встановили кріплення гідравлічного двигуна, щоб зменшити шум, вібрацію та жорсткість рядного двигуна, властиві чотирирядним двигунам, порівняно з більш плавними рядними шестициліндровими двигунами, що випускалися на той час.
При установці на BMW E30 на M42 встановлювався двокомпонентний масляний піддон зі знімним переднім картером. У цій конструкції, що складається з двох частин, верхній литий масляний піддон містив канал подачі масляного насоса та ущільнений паперовою прокладкою до корпусу масляного фільтра картера. Це може спричинити проблеми, оскільки термічні цикли та вібрація двигуна мають тенденцію послаблювати кріпильні болти верхнього лотка всередині двигуна.
Усі версії мали невибагливий у обслуговуванні ланцюг ГРМ із саморегульованим гідравлічним натягувачем ланцюга та гідравлічними штовхачами клапанів. З вересня 1993 року натяжна шестерня ланцюга була замінена більш надійною вигнутою пластиковою направляючою, що вимагало нової конструкції переднього кожуха двигуна/ланцюга. У M42 використовується система керування двигуном Bosch Motronic M1.7, яка виключає розподільник на користь повністю електронного випередження запалювання. У системі запалювання також використовується система котушка-вилка. На ринках, де потрібен контроль викидів, DME також містить датчик кисню та трикомпонентний каталітичний нейтралізатор.
З січня 1995 року M42 (і всі інші двигуни BMW) отримав іммобілайзер двигуна EWS-II з переглянутою ЕБУ, чіп транспондера в ключі запалювання, пластикове кільце навколо замка запалювання (введено разом з новим замком рульового управління в грудні 1994 року в підготовка) і блок транспондера EWS позаду ящика для рукавичок.
У остаточних версіях M42 компанія BMW розробила впускний колектор подвійної довжини (під назвою «DISA» від BMW).

## Версії
| Двигун | Об‘єм       | Потужність                        | Крутний момент                       | Рік             |
| ------ | ----------- | --------------------------------- | ------------------------------------ | --------------- |
| M42B18 | 1796 куб.см | 100 кВт (134 к. с.) на 6000 об/хв | 172 Н⋅м (127 фунт⋅фут) на 4600 об/хв | 1989-1992 (E30) |
| M42B18 | 1796 куб.см | 103 кВт (138 к. с.) на 6000 об/хв | 175 Н⋅м (129 фунт⋅фут) на 4500 об/хв | 1992-1996 (E36) |

### M42B18
M42B18 мав робочий об'єм 1796 куб.см (109,6 куб. дюймів), що досягається завдяки циліндру 84 мм (3,3 дюйма) і ходом 81 мм (3,2 дюйма). Версії з каталітичним нейтралізатором видавали 100 кВт (134 к.с.) і 172 Н·м (127 фунтів·фут) і відповідають стандарту викидів Euro 2.
Застосування:
- 1989–1991 E30 318is
- 1990–1992 E30 318i (лише моделі для Північної Америки)
- 1992–1995 E36 318i (лише моделі для Північної Америки та Південної Африки)
- 1991–1995 E36 318is
- 1994–1995 E36 318ti

### S42B20
Гоночна версія двигуна M42 називається S42 і використовувалася в 4-дверному туристичному автомобілі BMW 320, який брав участь у Кубку Німеччини Super Tourenwagen. У порівнянні з M42 S42 має індивідуальні дросельні заслінки, робочий об'єм збільшений до 1999 куб.см (122,0 куб. дюймів), дві паливні форсунки на циліндр, підвищений ступінь стиснення та інша головка блоку циліндрів. Кришка клапанів і повітряна коробка були виготовлені з вуглецевого волокна, а система змащення використовувала сухий картер.
У 1994 році початкова версія двигуна S42B20 виробляла потужність 206 кВт (276 к.с.). Виходи поступово зросли до 235 кВт (315 к.с.) для остаточної версії в 1997 році.

## Ревізії системи хронометражу
У перших версіях M42 були проблеми з ланцюговим приводом розподільного вала. Гідравлічний натягувач, направляючі ланцюга, направляюче колесо та задній нижній корпус ланцюга були оновлені, щоб вирішити проблеми зношування, які спостерігалися в ранніх версіях M42. Оновлений натягувач кулачкового ланцюга схожий як на пізньому двигун M44.
У вересні 1993 року BMW переробила напрямні ланцюга ГРМ M42, замінивши нижню проміжну шестерню, яка іноді завдавала проблем, вигнутою нейлоновою напрямною. Утримуючий болт проміжної шестерні міг відірватися від картера ГРМ, часто забираючи з собою шматок сплаву картера ГРМ. 

## Відкликання
У ранніх моделях M42 були пошкоджені профільні прокладки, які ущільнювали нижній корпус кулачкового ланцюга до нижньої частини головки блоку циліндрів. Ця прокладка ущільнює прохід первинної охолоджуючої рідини в корпусі ланцюга ГРМ. Значна несправність призведе до викиду пари під тиском і гарячої охолоджуючої рідини в корпус ланцюга ГРМ. У багатьох випадках ця охолоджуюча рідина швидко забруднює моторну оливу в картері, викликаючи поломку корінних підшипників. BMW оновила матеріал прокладки профілю та запровадила програму ремонту двигунів по гарантії. В екстремальних випадках алюмінієві сполучні поверхні в головці та корпусі ланцюга можуть кородувати.

## Дивись також
- BMW
- Список двигунів BMW